# Cämmerer See
Der Cämmerer See ist ein etwa 18 Hektar großer See südlich von Peenemünde. Die durchschnittliche Tiefe des Sees beträgt 1,1 Meter, die größte Tiefe liegt bei ungefähr 3,5 Metern.
Der See war ursprünglich eine Bucht des Peenestroms. Er entstand, als beim Bau der Heeresversuchsanstalt Peenemünde Deiche errichtet wurden. Der Seegrund ist von einer im Mittel 1,1 Meter starken Schlammschicht bedeckt, die durch Verklappungen aus der Zeit vor dem Deichbau und Asche aus dem Peenemünder Kraftwerk entstand. 
Der See dient heute als Bade- und Angelgewässer. An seinem Ufer führt der „Naturlehrpfad Usedom“ vorbei.